# Sebastian Kraupp

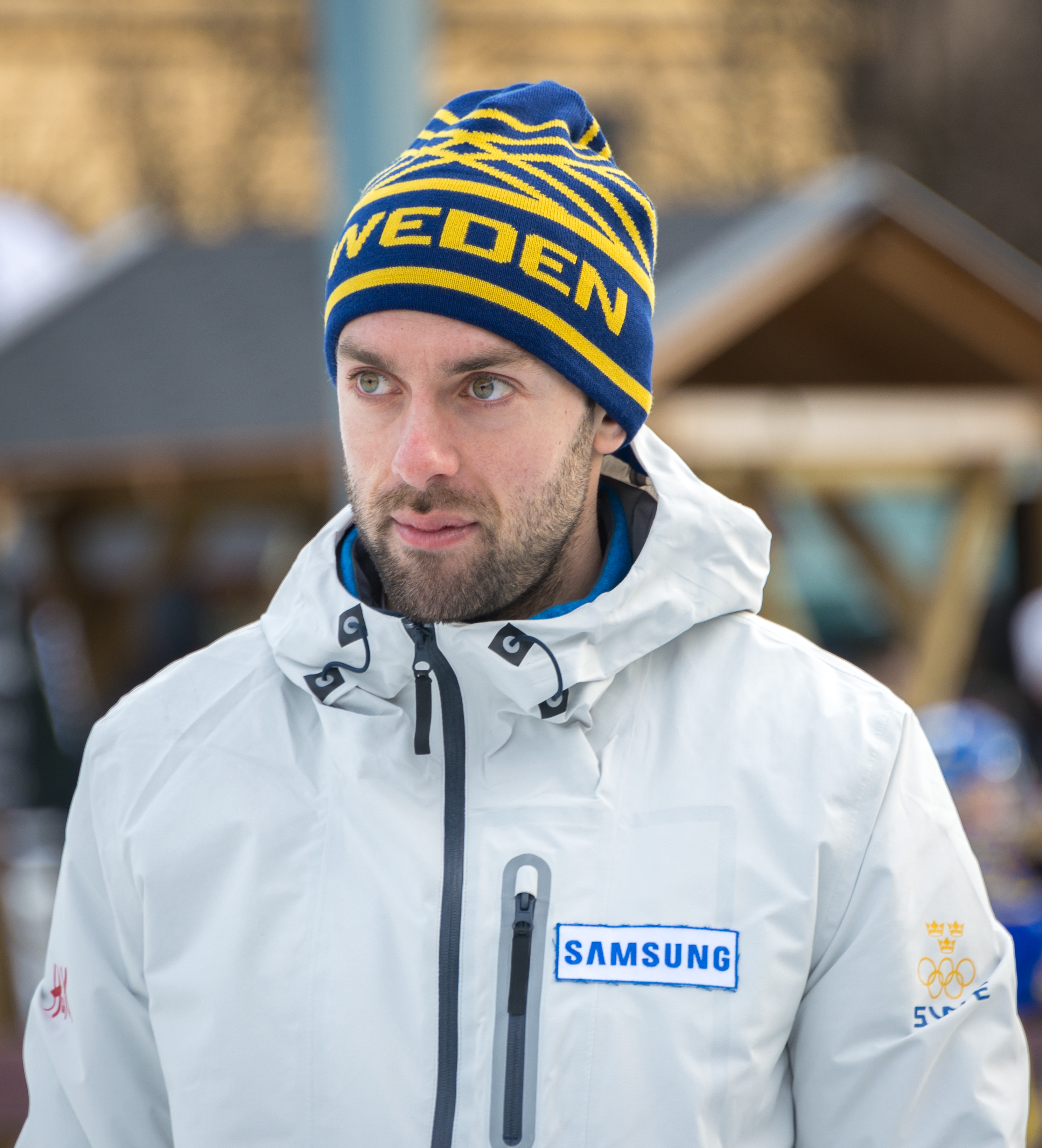
Sebastian Kraupp under Olympic Day i Kungsträdgården i Stockholm 2015.

Sebastian Kraupp, född den 20 maj 1985 i Stockholm är en svensk curlingspelare. Han var trea i Lag Edin från Karlstad CK som vann OS-brons 2014, EM-guld 2009, 2012, EM-silver 2011, VM-guld 2013, VM-brons 2011, 2012. Han var även uttagen att representera Sverige vid de Olympiska spelen 2010, där han och Lag Edin slutade fyra.
Sebastian Kraupp bor i Karlstad där även övriga spelare i Lag Edin bor men är nu inte med i laget.
Han är son till curlingspelaren Anders Kraupp.